# Eugenia neolaurifolia
Eugenia neolaurifolia là một loài thực vật có hoa trong Họ Đào kim nương. Loài này được Sobral mô tả khoa học đầu tiên năm 1995.